# Preparat (chemia)
Preparat – termin prawny oznaczający mieszaninę lub roztwór, składające się z co najmniej dwóch substancji. Pojęcie to funkcjonowało w prawodawstwie Unii Europejskiej związanym z substancjami niebezpiecznymi, m.in. w dyrektywie 67/548/EWG, dyrektywie 1999/45/WE (wprowadzających niestosowaną już klasyfikację i oznakowanie substancji i preparatów niebezpiecznych) czy rozporządzeniu REACH (dotyczącym ich rejestracji). Termin ten został zastąpiony przez określenie „mieszanina” wraz z wejściem w życie rozporządzenia CLP.